# Ernie Roth
Ernie Roth (New York, 7 juni 1929 - Fort Lauderdale, 12 oktober 1983), beter bekend als The Grand Wizard en Abdullah Farouk, was een Amerikaans manager in het professioneel worstelen.

## Worstelaars
Hij heeft de volgende worstelaars onder zijn hoede gehad:
| - Tiger Jiet Singh - The Sheik - The Iron Sheik - Magnificent Maurice - Johnny Berend - Killer Kowalski - Crazy Luke Graham | - Sgt. Slaughter - Ernie Ladd - Ox Baker - Cowboy Bob Orton - Don Muraco - Ken Patera - Greg Valentine | - Pat Patterson - Stan Stasiak - "Superstar" Billy Graham - Ivan Koloff - The Masked Superstar - Prof. Toru Tanaka - Buddy Rose | - Mr. Fuji - Blackjack Mulligan - Beautiful Bobby - Pampero Firpo - Handsome Jimmy Valiant - 'Cowboy' Bobby Duncum Sr. |

## Kampioenschappen en prestaties
- Pro Wrestling Illustrated
  - PWI Editors Award (1983)
  - PWI Manager of the Year (1973, 1977)

- World Wrestling Federation
  - WWF Hall of Fame (Class of 1995)